# Yours, Mine and Ours (2005)
Yours, Mine and Ours is een Amerikaanse komische film uit 2005, onder regie van Raja Gosnell. De film is een remake van de gelijknamige film uit 1968. De film is een coproductie tussen verschillende studio’s, waaronder Paramount Pictures, Metro-Goldwyn-Mayer, Nickelodeon Movies, en Columbia Pictures.

## Verhaal
Frank Beardsley is een militair en heeft acht kinderen, hij is heel erg streng in zijn opvoeding en zijn kinderen lijken wel militairen. Helen North heeft tien kinderen en is tassenontwerper, ze is heel erg vrij in haar opvoeding en haar kinderen mogen bijna alles. Wanneer ze gaan trouwen zijn alle achttien kinderen hier niet zo blij mee. Ze doen dan ook alles eraan het huwelijk te verpesten. Als ze elkaar eigenlijk heel aardig beginnen te vinden dreigt het huwelijk mis te lopen. Nu proberen de kinderen er alles aan te doen om ze weer bij elkaar te houden. Maar of dat lukt...

## Rolverdeling
| Acteur              | Personage          |
| ------------------- | ------------------ |
| Dennis Quaid        | Frank Beardsly     |
| Rene Russo          | Helen North        |
| Sean Faris          | William Beardsley  |
| Katija Pevec        | Christina Beardsly |
| Dean Collins        | Harry Beardsley    |
| Tyler Patrick Jones | Michael Beardsly   |
| Haley Ramm          | Kelly Beardsly     |
| Brecken Palmer      | Ely Beardsly       |
| Bridger Palmer      | Otter Beardsly     |
| Ty Panitz           | Ethan Beardsly     |
| Danielle Panabaker  | Phoebe North       |
| Drake Bell          | Dylan North        |
| Miki Ishikawa       | Naoko North        |
| Slade Pearce        | Mick North         |
| Lil' JJ             | Jimi North         |
| Miranda Cosgrove    | Joni North         |
| Andrew Vo           | Lau North          |
| Jennifer Habib      | Bina North         |
| Jessica Habib       | Marisa North       |
| Nicholas Roget-King | Aldo North         |
| Rip Torn            | Commandant Sherman |
| Linda Hunt          | Mevrouw Munion     |
| Jerry O'Connell     | Max                |
| David Koechner      | Darrell            |

## Achtergrond
Yours, Mine and Ours moest toen hij in première ging concurreren met een aantal ander familiefilms, waaronder Walk the Line en Harry Potter en de Vuurbeker. De film opende op de derde plek met een opbrengst van $17.461.108 in de Verenigde Staten. In totaal bracht de film wereldwijd $72.028.752 op, tegen een budget van $45.000.000.
De film kreeg over het algemeen negatieve kritieken, waaronder dat de film te ver zou afwijken van de originele film. Op Rotten Tomatoes kreeg de film van slechts 5% van de critici een goede beoordeling.

## Prijzen en nominaties
In 2006 werd Yours, Mine and Ours genomineerd voor twee Young Artist Awards:
- Beste familiefilm – comedy of musical
- Beste jonge filmploeg.